# 真假面騎士 序章
《真・假面騎士 序章》（真・仮面ライダー 序章）是東映於1992年，為紀念假面騎士誕生20週年，特別製作的OV作品。由於本作的定位是「成人向的特攝作品」，所以劇中有很多暴力、血腥、裸露、恐怖的鏡頭。本作命名為「序章」，原定推出其他集數，但是最終沒有推出續作，可說是石之森章太郎未完成的作品。
另外，本作命名為「真」，是因為本作是石之森章太郎心目中「真正」的假面騎士。

## 本作特色
- 本作是石之森章太郎心目中「真正」的假面騎士。
- 在本作中石之森章太郎本人亦親自演出，但戲份不多。

## 故事簡介
內容圍繞主角風祭真和財團之間的恩怨，真的父親是臨床免疫學權威博士，因被「財團」的ISS所長欺騙，為其進行研究，而真為了幫助父親研發出不治之症的藥物，毅然自願成為人體實驗者，卻不知道這一切都是「財團」的陰謀，他們的真正目的是研究生化戰士，並已暗地裡將真改造成蝗蟲生化人。後來，每當真情緒激動，便會演變成半人半蝗蟲的怪物模樣…

## 概要
本作品是假面騎士系列20週年紀念作，本來應該在1991年便推出，但時值超人力霸王25週年，東映為避免衝突和促進業務，遂決定延遲一年。

### 真・假面騎士的命名
本作的主角風祭真在劇中並沒有自稱叫自己做「假面騎士」，但是在劇中的字幕則有出現「MASKED RIDER」一詞，劇名的來源乃是因為本作是石之森章太郎心目中「真正」的假面騎士。

## 主要角色

### 男主角
風祭 真----「石川功久」（現藝名：石川真）飾演
假面騎士 真的本尊，城南大學體育學部畢業，體育萬能且IQ250。 其父「風祭大門」為此生化研究的主要負責人，因此真自願成為研究的「被試驗者」，也順利成為LEVEL 3的第1號完成體。 無奈命運捉弄，愛人「明日香愛」為了替真擋子彈而橫死於面前，憤怒的真只好變身，展開他的復仇手段。

### 女主角
明日香愛----「野村裕美」飾演
風祭真的爱妻，将裸露的处女之身献给風祭真，与其生下孩子，城南大學體育學部畢業，替風祭真擋子彈而死於其面前。

### 基因生命體
風祭 新----
假面骑士 新的本尊，父親為風祭 真，母親為明日香愛
除了名字之外其他部份資料不詳，於本片尾出現了一個基因生命體，是明日香愛與愛人風祭真所生的嬰兒，最尾與父親「風祭 真」一同行。在劇中未被使用。在《S .I. CHEROSAGA》Vol .4收錄的短篇中以風祭新這個名字登場，還描繪了他成長為假面騎士Shinn的樣子。

## 登場的改造人士兵

### 假面騎士・真
為「ISS財團」的完美製成品，變身者為風祭 真，擁有極強的再生能力並不會失去自我意識是完美的LEVEL 3的完成體。

### 假面騎士・鬼塚
為「ISS財團」的失敗製成品，變身者為鬼塚義一為財團研究所科學家，雖然與假面騎士・真一樣為LEVEL 3但是由於為失敗品，所以會失去自我意識而喪失理智。

### 改造人士兵・豪島
為「ISS財團」的製成品，變身者為豪島是財團的成員，與假面騎士・真和假面騎士・鬼塚是不一樣為LEVEL 2並沒有再生能力只是手部加入了機械裝備。

## 真・假面騎士的特點

### 騎士機車
到目前為止，唯一身為主角騎士卻無專屬機車的假面騎士，只在變身前騎著一輛500C.C.的重型機車，是歷代假面騎士主角變身後當中沒有騎士機車，最特別的一個。

### 沒有喊變身
風祭真在哪裡變身為真・假面騎士，而且都沒有喊出變身，此點在後作「假面騎士響鬼」中一樣也有。

### 肉搏戰
打鬥並沒有招式可言，只有殘暴的肉搏戰。
甚至在結尾時，還將對手「豪島」變身成的「改造兵士LEVEL 2」，整個頭顱連脊椎骨一塊拔起，血腥，脫離了傳統假面騎士的騎士踢等打鬥方式，因此十八歲以下的人不得入戲觀看。

### 直接變身
不靠腰帶或是裝備變身的騎士中，真・假面騎士是第一個(後作假面骑士AGITO中的假面騎士Gills也有這種設定)

## 能力
- 再生能力

特殊的再生能力，使得受傷部位之細胞可急速增殖，短時間之內恢復原來肉體。

## 主角關係者

### 『財團』
擁有強大財力並經營軍武製造工業具世界影響力的神秘組織

## 『財團』

### 『財團』日本支部ISS
『財團』旗下的生物科學研究所，研究不治之症與基因工程，如治療癌症與愛滋病，但真正研究的項目開發的是改造人士兵(CYBORG SOLDIER)以進行軍事之用

### 改造人士兵(CYBORG SOLDIER)
- Lv.1 不詳
- Lv.2 豪島
- Lv.3 鬼塚、真・假面騎士
- Lv.4 不詳

## 演員
- 風祭真/假面騎士．真：石川功久（現藝名：石川真）
- 明日香愛：野村裕美（日语：野村裕美）
- 風祭大門：石濱朗
- 莎拉・深町：塚田清美
- 體育俱樂部教練：小野寺丈
- 結城卓也：高嶋政伸 (友情客串)
- 冰室嚴：原田大二郎
- 鬼塚義一／改造人士兵Lv.3：片岡弘貴
- 豪島／改造人士兵Lv.2：安藤麗二
- 企業幹部：寺杣昌紀
- 其他財團的人士：石之森章太郎 (友情客串)

## 幕後
- 製作：東映、東映VIDEO
- 監製：鵜之澤伸、久保聰（萬代）、堀長文、白倉伸一郎（東映）
- 執行監製：村上克司（萬代）
- 導演：辻理
- 原作：石之森章太郎
- 編劇：宮下隼一、小野寺丈
- 規劃：吉川進（東映）
- 音樂：宇崎龍童、和田薫、羽毛田丈史、松浦善博
- 動作指導：金田治、山田一善
- 特技指導：矢島信男
- 變身場面設計：雨宮慶太

## 主題曲
- 『Forever』
  - 作詞：阿木燿子　作曲：宇崎龍童　編曲：湯川徹　演唱：渡邊典子

## 删减部分
电影上映时删减了一些情色裸露镜头，如预告片中野村裕美全裸与男主角在泳池相拥的片段，因裸露尺度较大，于影片上映时被删减。

## 影音商品
- VHS
- DVD(2008年4月25日發行)

## 漫畫版
- 小學館 別冊コロコロコミックスペシャル 1992年2月号（44号）刊載 作畫：たかや健二

1. ↑  YouTube. .   [2022-06-06]. （原始内容存档于2022-06-09）.